# 布卡拉曼加
布卡拉曼加（西班牙語：Bucaramanga）是位於哥倫比亞桑坦德省的城市，也是桑坦德省的首府。布卡拉曼加的都市區人口有1,212,656人。布卡拉曼加在1960年代之後快速發展，是哥倫比亞重要的商業都市。

## 外部連結
- 维基导游上有關布卡拉曼加的旅行指南
- Tourism information Bucaramanga
- （西班牙文） Bucaramanga Link
- （西班牙文） Wikivoyage Spanish page （页面存档备份，存于）
- （西班牙文） bucaramanga.com （页面存档备份，存于）
- （西班牙文） Website of the mayor's office （页面存档备份，存于）
- （西班牙文） City photo Guide （页面存档备份，存于）
- （西班牙文） Metropolitan area of Bucaramanga
- （西班牙文） Local Chamber of Commerce
- Bucaramanga Daily Photo （页面存档备份，存于）
- （西班牙文） Vanguardia Liberal; Cuando a Bucaramanga la hicieron capital